# Nord-Aurdal
Nord-Aurdal est une kommune de Norvège. Elle est située dans le comté d'Innland. Son centre administratif est la ville de Fagernes

## Personnalités liées à la commune
- Inger Helene Nybråten, née en 1960 à Fagernes, championne olympique de ski de fond
- Sylfest Glimsdal, né en 1966 à Fagernes, biathlète